# Чудинова, Ксения Павловна
Ксения Павловна Чудинова (1894, Ишим, Тобольской губернии — 31 января 1993, Москва) — русская революционерка, партийный работник. Подвергалась репрессиям при царском и советском режимах. 16 лет провела в ГУЛАГе. Автор двух книг воспоминаний.

## Биография
Родилась в 1894 в Ишиме, Тобольской губернии. Сведения о родителях отсутствуют. По собственным словам, с 16 лет участвовала в подпольных кружках. Член РСДРП (б) с 1914 года. Подвергалась арестам и высылке. После февральской революции — заместитель председателя Богородского уездного комитета РСДРП (б) (Московская губерния). После октябрьского переворота — уездный продкомиссар. В 1918—1919 годах на подпольной работе в Сибири. Дважды арестовывалась контрразведкой белых. По окончании гражданской войны — заместитель уполномоченного Наркомздрава по Сибири, затем заместитель председателя Сибирской чрезвычайной комиссии по помощи детям. С 1924 года в Москве на хозяйственной работе. Закончила промышленно-экономический институт. Председатель Общества потребителей Октябрьского района. В 1933—1938 годах на партийной работе: секретарь Октябрьского, Сокольнического, Железнодорожного райкомов ВКП (б), первый секретарь Свердловского райкома ВКП (б). В 1938 году арестована НКВД по ложному обвинению. Осуждена к длительному сроку заключения. Находилась в заключении в ГУЛАГе и ссылке вплоть до реабилитации в 1954 году.
Оставила две книги воспоминаний. Скончалась в Москве в 1993 в возрасте 99 лет. Похоронена на Хованском кладбище в Москве.

## Семья
Мать шестерых детей, бабушка множества внуков, правнуков и одного праправнука (данные на 1991 г.).